# Netam
De NV Nederlandsche Tank-, Apparaten- en Machinefabriek (NETAM) is een Rotterdams bedrijf dat bestond van 1932 tot 2002.

## Geschiedenis
Het doel van het bedrijf was: Het vervaardigen van machinerieën, ijzerconstructies, plaat- en smeedwerk, alsmede de handel in al deze zaken.
Het bedrijf vervaardigde hydraulische kiepconstructies voor vrachtwagens, opleggers, vuilnis- en aanhangwagens en dergelijke. Bovendien werden er keukeninstallaties, wasinstallaties voor wasserijen en inrichtingen, apparaten voor vleeswarenbereiding en voor de procesindustrie vervaardigd.
Tijdens de bombardementen van 1940 werd het bedrijf verwoest, en vervolgens weer opgebouwd. Tijdens de oorlogsjaren vervaardigde Netam een elektrische auto, de Netam L-car. Aanvankelijk bouwde het bedrijf de auto zoals een vrachtauto, met een frontstuur. Later maakte het een vrij aantrekkelijke en robuuste vierpersoonsauto met een volledig stalen chassis en carrosserie. Zeker één exemplaar werd verkocht rond 1941. De auto had een 3,6 pk motortje, een actieradius van 50 kilometer en een topsnelheid van 30 km/u. De motor werd geleverd door Smit Slikkerveer. In 1942 werden er twaalf gebouwd, waarvan er vijf werden verkocht. De overige zeven werden door de bezetter gevorderd. Materiaalschaarste was de voornaamste reden van de beperkte productie. De bedoeling was dat de elektromotor na de oorlog door een benzinemotor zou worden vervangen. Na de Tweede Wereldoorlog keerde het bedrijf echter niet meer terug in de autofabricage.
Wel zou Netam een vermaard trailermerk worden. Het fuseerde met Fruehauf, doch in 2005 ging het bedrijf failliet.
De boedel werd overgenomen door Happy Trailers. Laatstgenoemde failleerde in december 2008 als gevolg van de crisis; vervolgens nam N.C.H. de activiteiten over. De fabriek in Leek werd voorgoed gesloten en de productie werd naar Hoogeveen overgeheveld. Vanwege slecht management betreffende de overname is ook N.C.H. eind 2009 uiteindelijk failliet gegaan. In Hoogeveen worden geen Netam trailers meer gemaakt. Zowel de merknaam Netam en het Netam-archief zijn thans eigendom van H.T.S./N.C.H., fabrikant van containerafzetsystemen.